# Людина розумна
Люди́на розу́мна (Homo sapiens) — вид роду Людина (Homo) із родини гомінід ряду приматів, єдиний з наявних в теперішній час. Від сучасних людиноподібних мавп, крім анатомічних особливостей, відрізняється значним ступенем розвитку матеріальної та нематеріальної культури (включаючи виготовлення та використання знарядь праці), здатністю до мови та розвиненим абстрактним мисленням. Вид людина розумна сформувався у ході довгого і складного історико-еволюційного прогресу (антропогенезу).
За даними Відділу народонаселення Департаменту економічних і соціальних питань Секретаріату Організації Об'єднаних Націй чисельність населення Землі станом на 1 січня 2022 року становить 7 948 118 521 особу.

## Історія

### Еволюція
Лінія еволюції людини характеризувалася прямоходінням, поступовим вдосконаленням руки як органу праці, ускладненням будови мозку і прижиттєво виникаючих форм поведінки. При цьому морфологічна еволюція гомінідів мала нерівномірний, «мозаїчний» характер. Так, спочатку сформувався комплекс ознак, пов'язаних з прямоходінням (не пізніше 3 млн років тому, а можливо, і значно раніше), тоді як об'єм мозку в цих найдавніших гомінідів був досить невеликий (менше 800 см3), а рука ще багато в чому зберігала риси мавп. Ймовірно, не було повного паралелізму і в темпах морфологічної та біохімічної еволюції. Згідно з поширеною думкою, лінія людини відокремилася від загального з мавпами стовбура не раніше 10 і не пізніше 6 млн років тому.
Найдавніші сліди її трудової діяльності датуються 2,5-2,8 млн років тому (знаряддя з Ефіопії).
Перші представники роду Homo з'явилися близько 2 млн років тому, за даними археології найдавніші скелети сучасної людини Н. sapiens мають вік близько 300 тис. років, аналіз генетиків дає такі цифри: по чоловічій лінії (Y-хромосома) — 339 тис. р., по жіночій (мітохондріальна ДНК) — від 200 тис. до 170 тис. р. тому.
У ході гомінізації відбувалося зменшення плодючості, подовження періоду дитинства, уповільнення статевого дозрівання, зростання тривалості життя одного покоління. Генотип людини забезпечує можливість сприйняття соціальної програми, а повна реалізація його біологічної організації можлива лише в умовах соціального середовища.
Після появи людини сучасного типу суспільно-історичний розвиток вже не визначається змінами біологічних властивостей людини. Однак стабілізація фізичного типу людина відносна: в межах видового, «сапієнтного» комплексу можливі різноспрямовані зміни морфофункціональних характеристик, що нерідко приймають форму «епохальних зрушень». Починаючи з мезоліту, неодноразово відбувалися такі коливання в довжині тіла, масивності скелета, формі голови тощо. Вони можуть виражатися і в змінах темпів онтогенезу (акселерація). У сучасної людини вплив на ці процеси як біологічних, так і соціальних чинників в їхній складній взаємодії безперечний. Питання про можливість спрямованої дії людини на свій генофонд вельми складне і не може розв'язуватися однозначно, оскільки є не лише науково-технічною, а й насамперед соціально-етичною проблемою.

## Середовище існування і населення

Схема доісторичного розселення людини

Н. sapiens — широко, хоча і нерівномірно розселений по Землі (панойкуменний) вид, що включає численні популяції, представники яких дають при змішуванні плодюче потомство і виявляють значну фенотипову мінливість, яка до певної міри пов'язана з морфофункціональною адаптацією (найвиразніші прояви останньої спостерігаються в районах з екстремальними умовами середовища — Арктика, екваторіальні райони, високогір'я тощо). Біологічна адаптація людини специфічна, бо полягає в збереженні не тільки її біологічних, а й соціальних функцій, та здійснюється за значної (і далі все більшої) ролі соціального чинника. Процес еволюції гомінідів супроводжувався поступовим звуженням дії природного добору через виникнення і розвиток суспільства та створення нового, «штучного» місця існування.

## Біологічні особливості
У зоологічній системі вид людина розумна належить до підтипу хребетних, класу ссавців, ряду приматів, родини гомінід. Найбільш споріднені з людиною (за даними порівняльної анатомії, фізіології, молекулярної біології, імуногенетики, патології тощо) людиноподібні мавпи, особливо шимпанзе звичайний і горила. З ними людину зближують такі анатомічні особливості, як відносно великий головний мозок, п'ятипала хапальна кисть з плоскими нігтями і великим пальцем, що протиставляється, та інші. Відмінності ж між людиною і рештою приматів стосуються переважно будови рухового апарату і розмірів, борознуватості кори та загального розвитку головного мозку.
Всі сучасні люди належать до одного виду, в межах якого виділяється декілька основних рас. Середня висота дорослої людини варіювалася з етнічною приналежністю і статтю. Висота скелету Homo sapiens становить 150—185 см, розмір мозку — 1100—1700 мл.
Серед людиноподібних мавп людина вирізняється найвищим ступенем розвитку психіки і влаштованістю суспільного життя; людина єдина володіє розвиненою культурою та здатна до її створення. Характерною особливістю людини є свідомість, що сформувалася на основі суспільно-трудової діяльності.
Дуже високий ступінь гомології ДНК людини і шимпанзе — не менш 90 % схожих генів. Проте в морфологічному відношенні людина вельми відрізняється від людиноподібних мавп пропорціями кінцівок (подовження ніг порівняно з руками), S-подібною формою хребта з виразними вигинами в шийному й поперековому відділах, особливим розташуванням і розвитком деяких м'язів у зв'язку з прямоходінням, низькою розширеною формою таза, сплющенням в передньозадньому напрямі грудної клітки, склепінчастою стопою з масивним та приведеним великим пальцем при деякій редукції решти пальців, наявністю повного зіставлення великого пальця кисті, сильним розвитком папілярних візерунків на пальцьових подушечках рук.
Для людини характерні:

Скелет людини, вигляд спереду

- абсолютно і відносно дуже великий головний мозок (в середньому за масою він в 3-4 рази перевищує мозок шимпанзе і горил);
- прогресивна диференціація ділянок мозку, позв'язаних, наприклад, з розвитком членороздільної мови (лобова, нижньотім'яна, скронева долі);
- анатомічні особливості периферичного апарату голосотворення (наприклад, наявність особливого голосового м'яза гортані);
- відносне збільшення мозкового відділу черепа й ослаблення лицьового (у зв'язку з прогресивною редукцією щелепного апарату і жувальної мускулатури);
- редукція волосяного покриву тощо.

Статевий диморфізм людини проявляється в:
- загальних розмірах тулуба;
- пропорціях (відносно велика ширина тазу у жінок, плечей — у чоловіків);
- розвитку головних компонентів тіла (найкращий розвиток підшкірного жирового прошарку у жінок, мускулатури та скелета у чоловіків; відмінності в розмірах жирових клітин, діаметрі м'язових волокон).

Разом з цим спостерігаються відмінності в деяких фізіолого-біохімічних характеристиках (багато гормонів, гемоглобін, силові м'язові характеристики тощо).

### Життєвий цикл
Специфікою індивідуального розвитку людини є подовження періоду дитинства з вираженим стрибком швидкості росту через статеве дозрівання. Співвідношення тривалості дитинства та загальної тривалості життя у людини становить 1:5 проти 1:6-1:13 в інших приматів.

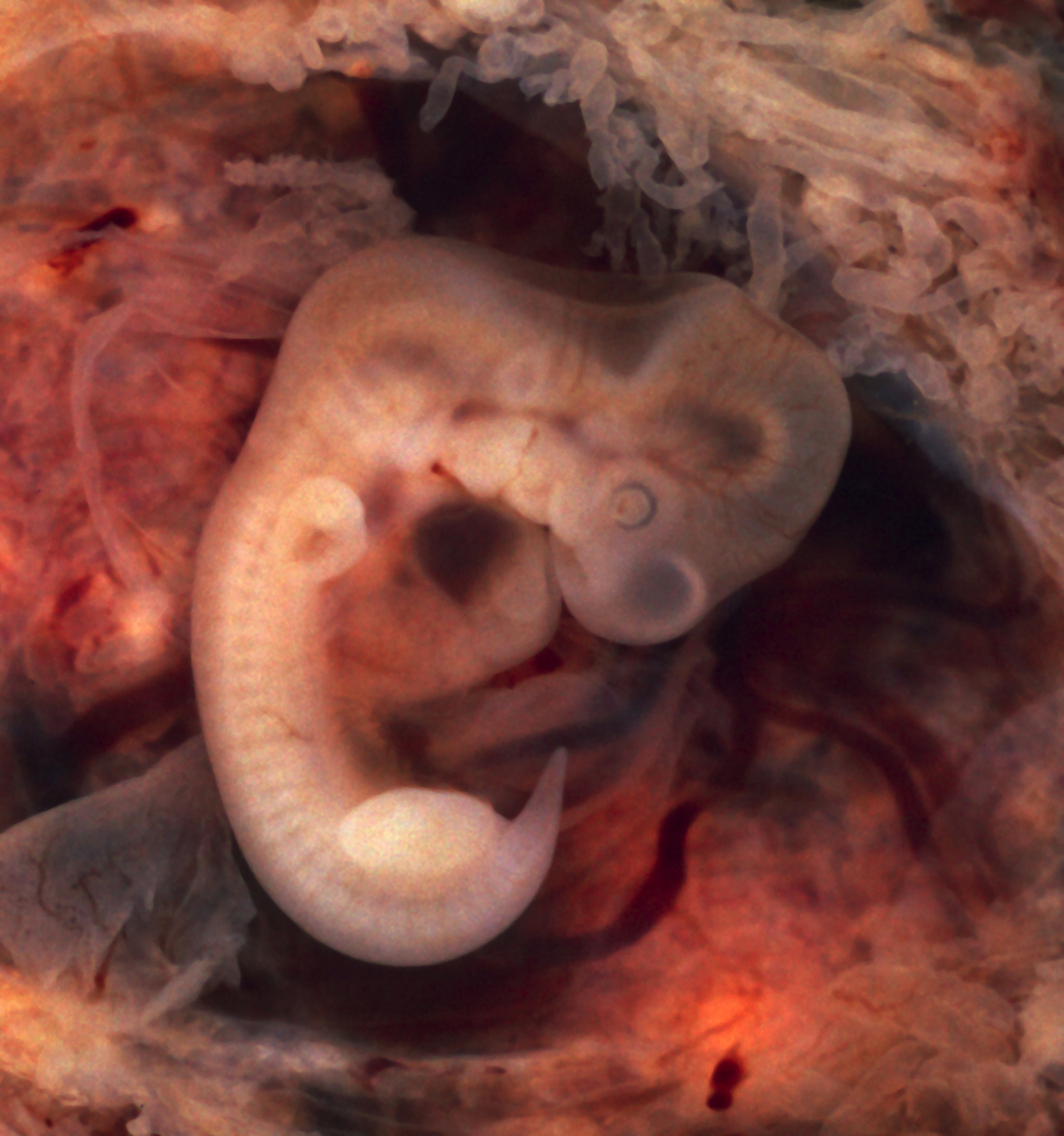
Ембріон людини. 5 тижнів

Онтогенез — період життя організму від народження до смерті.
Виділяють такі етапи онтогенезу людини:
1. Пренатальний (гестеційний вік 38-41(42)тижнів; якщо 28-38 тижнів, то дитина недоношена; глибоконедоношена за <28 тижнів гестації):
- ембріональний період (0-8 тижнів)
- плацентарний (фетальний 76-275 днів)

 — ранній (76-181 д.)
 — пізній (181—280 д.)
2. Інтранатальний (період пологів (2-20 год.)
3. Постнатальний (період життя після народження):
- грудний період (1-12 міс.)
- переддошкільний період (1-3 р.)
- дошкільний період (4-6 р.)
- молодий шкільний вік (6-12 р.)
- пізній шкільний вік (пуберантний, 12-18 р.)